# Итбасова, Дильдаш
Дильда́ш Итба́сова (1913, Сырдарьинская область — 2008, Мойынкумский район, Жамбылская область) — старший чабан Айдарлинского свекловодческого совхоза Чуйского производственного управления Джамбулской области Казахской ССР. Герой Социалистического Труда (1964). Депутат Верховного Совета Казахской ССР.

## Биография
Родилась в 1913 году в ауле Айдарлы Сырдарьинской области Туркестанского края (ныне — Жамбылская область) в семье потомственного чабана. По национальности казашка.
В возрасте 13 стала сиротой. С началом коллективизации сельского хозяйства вступила в 1932 году в местную сельскохозяйственную артель «Кенес». Изначально работала на рытье арыков и поливе посевов в полеводческой бригаде, выращивающей сахарную свёкла. В 1937 году стала работать дояркой, а с 1947 года года — табунщицей в коневодстве.
В 1952 году Дильдаш Итбасова перешла работать чабаном в овцеводство, пасла колхозных каракульских овец. После преобразования колхоза «Кенес» в совхоз продолжала работать старшим чабаном.
Дильдаш Итбасова, постоянно совершенствующая методы ухода за животными и применяющая новые достижения науки и практики, ежегодно достигала высоких показателей труда при почти стопроцентной сохранности животных. В 1962 году она получила по 142 ягнёнка от каждой закреплённой за ней сотни отары (645 овец), в 1963 году по 140 ягнят, стриженой шерсти составило соответственно 3470 и 3800 граммов с каждой овцы; 89 % каракульских смушек было сдано первым сортом.
Указом Президиума Верховного Совета СССР от 18 февраля 1964 года старшему чабану Дильдаш Итбасовой было присвоено звание Героя Социалистического Труда с вручением ордена Ленина и золотой медали «Серп и Молот» за выдающиеся успехи по увеличению производства баранины, шерсти и каракульских смушек.
В 1966 году в Мойынкумском районе открылась школа передового опыта имени Жазылбека Куанышбаева; её выпускникам вручались именные свидетельства. Среди воспитанников Куанышбаева была Дильдаш Итбасова.
Продолжала показывать высокие результаты в овцеводстве и в последующие годы. По итогам работы в восьмой пятилетке, проводившейся с 1966 по 1970 год, была награждена орденом Трудового Красного Знамени.
Дважды избиралась депутатом Верховного Совета Казахской ССР. Заслуженный мастер социалистического животноводства Казахской ССР.
Проживала в родном селении Айдарлы. Дата и место смерти Дильдаш Итбасовой не установлены.

## Награды
- Орден Трудового Красного Знамени (29 марта 1958);
- Герой Социалистического Труда — указом Президиума Верховного Совета СССР от 18 февраля 1964 года;
- Орден Ленина, медаль «Серп и Молот» (18 февраля 1964);
- Орден Трудового Красного Знамени (8 апреля 1971);
- медали.